# 唐山鋼鐵
唐山鋼鐵集團公司，簡稱唐鋼，創建在1943年的河北唐山，是中國十大鋼鐵國有企業之一，生產及銷售熱軋和冷軋板卷、鍍鋅板卷、彩涂板卷、優質棒、線材、中型鋼材等。
旗下的子公司及上市公司唐鋼股份有限公司（河北鋼鐵股份有限公司前身；深交所：000709，已除牌），簡稱唐鋼股份，在1994年成立，並在1997年於深圳證券交易所上市。
2006年，唐鋼與合併承鋼與宣鋼，重組新的唐鋼集團。2008年，唐鋼與邯鋼合併，成立「河北鋼鐵集團」。

## 連結
- 官方网站